# Lymantria fusca
Lymantria fusca är en fjärilsart som beskrevs av John Henry Leech 1888. Lymantria fusca ingår i släktet Lymantria och familjen tofsspinnare. Inga underarter finns listade i Catalogue of Life.

## Bildgalleri

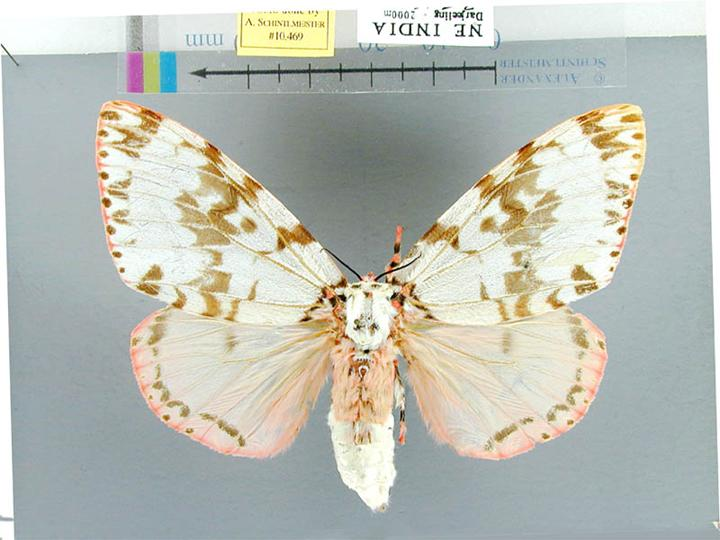
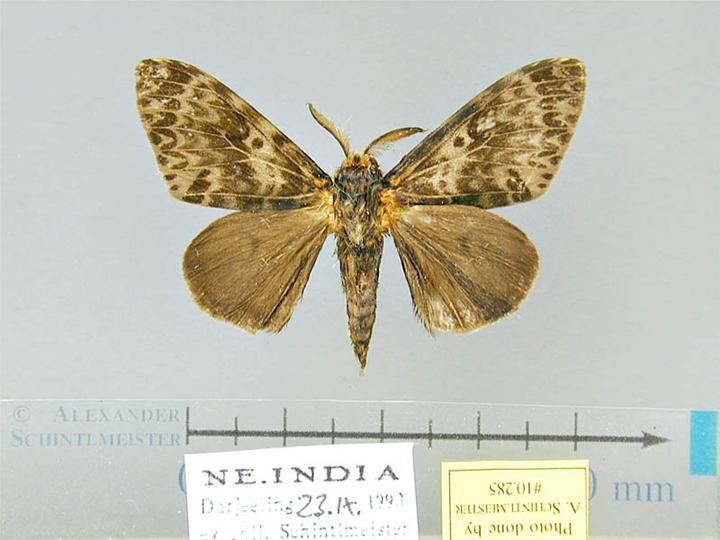
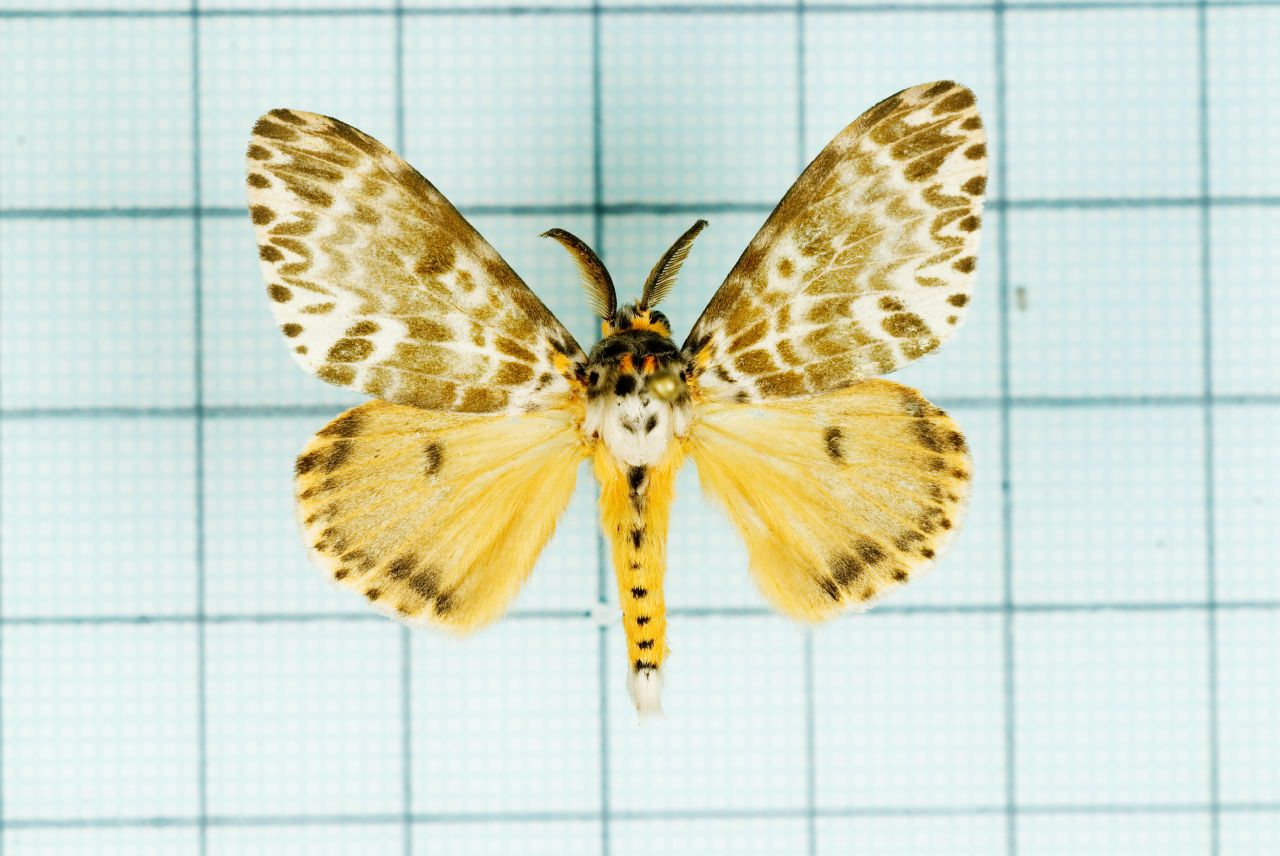